# Хассан-Алі Мансур
Хасан-Алі Мансур (перс. حسنعلی منصور; 13 квітня 1923 — 26 січня 1965) — іранський державний і політичний діяч, очолював уряд країни від березня 1964 до січня 1965 року.

## Життєпис
Народився в Тегерані. Освіту здобував у Тегеранському університеті.
Обіймав різні урядові посади. Зокрема був міністром закордонних справ, у 1950-их керував канцелярією прем'єр-міністра. 1962 року був обраний спікером меджлісу. 1964 року Мансур очолив уряд.
21 січня 1965 року Мансур був важко поранений в результаті здійсненого теракту й помер за кілька днів.